# Осипова, Инна Витальевна
И́нна Вита́льевна О́сипова (род. 28 мая 1977 года) — российская журналистка, репортёр НТВ. В прошлом — директор филиала НТВ в Екатеринбурге (2003—2013).

## Биография
«Журфак для меня лично стал именно тем местом, где я встретила много близких по духу людей. Екатеринбург вообще стал кузницей кадров для телевидения всей страны. На каждом федеральном канале сегодня можно увидеть немало профессионалов, которые учились и работали на Урале. На НТВ иногда в шутку говорят о нас „уральская диаспора“»
Родилась 28 мая 1977 года в таёжном поселке Шалтырак (Сибирь, Кемеровская область). Детство прошло в Новокузнецке. Журналистскую деятельность начала с газеты «Кузнецкий рабочий», где были напечатаны первые статьи Осиповой. В 1999 году окончила Уральский государственный университет, факультет журналистики.
Во время учёбы со второго курса работала рекламным агентом, затем — репортёром в новостях «4 канала». На четвёртом курсе стала сотрудничать с НТВ, съездила в Москву на стажировку. Позже стала постоянным стрингером НТВ. В начале 2000-х годов работала корреспондентом в телекомпании «Студия-41», Екатеринбург.
С июня 2003 по май 2013 года работала директором филиала НТВ в Екатеринбурге, с июня 2013 по настоящее время работает корреспондентом в Москве. В разное время работала для телевизионных программ «Сегодня», «Сегодня: итоговая программа» с Кириллом Поздняковым, «Сегодня. Итоги», «Акценты недели», «Итоги дня» и «Итоги недели».
В декабре 2015 года являлась одной из ведущих новогоднего концерта «Дискотека 80-х» (НТВ и «Авторадио») в паре с Михаилом Брагиным.
В 2016 году сняла документальный фильм «Детки» о детской преступности и «арестантско-уркаганском единстве». Фильм был показан на НТВ 3 сентября того же года.

### Награды
- Во время работы в данной телекомпании на балу уральской прессы 2002 года была удостоена звания «Лучший информационный журналист»[20].
- Указом президента РФ В. В. Путина № 815 от 27 июня 2007 года «за большой вклад в развитие отечественного телевидения и плодотворную работу» награждена медалью ордена «За заслуги перед Отечеством» II степени[21].
- На форуме «Лучшие социальные проекты России» (2018 год) удостоена награды в номинации «Социально ответственные СМИ»[22]